# Horst Katzor
Horst Katzor (* 7. September 1918 in Lanz, Kreis Lauenburg i. Pom.; † 2. Dezember 1998 in Essen) war ein deutscher Ingenieur und Politiker (SPD).

## Leben und Wirken
Horst Katzor wurde als Sohn eines Schneidermeisters geboren. Nach dem Besuch des Gymnasiums absolvierte er zunächst eine Ausbildung zum Zimmermann, besuchte anschließend die Ingenieurschule in Stettin und bestand im Jahr 1944 die Ingenieur-Prüfung in Königsberg.
Nach der Flucht kam er im Jahr 1945 mit Frau und Tochter nach Essen. Dort war er als Tiefbau-Ingenieur und Bundesbahn-Inspektor tätig. Er wurde Mitglied der Gewerkschaft der Eisenbahner Deutschlands, deren Bezirksleiter er 1961 wurde.
Horst Katzor trat in die SPD ein und wurde im Jahr 1948 in den Unterbezirksvorstand gewählt; von 1958 bis 1982 war er Unterbezirksvorsitzender. Ab 1952 gehörte er dem Rat der Stadt Essen an und leitete darin von 1961 bis 1964 die SPD-Fraktion. Unter dem Oberbürgermeister Wilhelm Nieswandt wurde er 1964 zum Bürgermeister berufen. Ab 1969 war er Oberbürgermeister der Stadt Essen. Aus gesundheitlichen Gründen verzichtete Katzor im Jahr 1983 auf eine weitere Kandidatur und schied 1984 aus dem Amt aus.
In seine Amtszeit fiel der Bau des vierten, heutigen Rathauses, das er als erster Oberbürgermeister nutzte. Zuvor tat er seinen Dienst im provisorischen Rathaus, dem Amerikahaus Ruhr am Kennedyplatz, denn Essen besaß nach dem Abriss des alten Rathauses im Jahr 1964 zunächst kein derartiges Gebäude.
Über die Stadtgrenzen hinaus vertrat er die Interessen der Stadt in der Verbandsversammlung des Kommunalverbands Ruhrgebiet und im Städtetag Nordrhein-Westfalen.
Zitat der Traueranzeige der SPD-Fraktion im Rat der Stadt Essen:

„[…] gewann […] durch seine sachorientierte, stets das Wohl des Menschen in dieser Stadt in den Mittelpunkt stellende Politik und seine Hohe Integrationsfähigkeit sowohl Anerkennung und Wertschätzung über Parteigrenzen hinweg als auch eine bemerkenswerte Popularität in der Bevölkerung“

## Ehrungen
- Förderpreis der AWO Essen
- 1982: Großes Bundesverdienstkreuz
- 1986: Ehrenring der Stadt Essen
- 1994: Verdienstorden des Landes Nordrhein-Westfalen[2]